# Frances Glessner Lee
Frances Glessner Lee (Chicago, 25 marzo 1878 – Bethlehem, 27 gennaio 1962) è stata una filantropa, criminologa e modellista statunitense.
Nota come la "madre della scienza forense", ne influenzò lo sviluppo negli Stati Uniti realizzando i Nutshell Studies of Unexplained Death (Studi in miniatura sulla morte inspiegabile), diciannove diorami di scene del crimine ricreati nei minimi dettagli in scala 1:12 e usati per l'addestramento degli investigatori. Decenni dopo, diciotto di essi erano ancora in uso per scopi didattici nell'ufficio del medico legale del Maryland, oltre ad essere considerati delle opere d'arte. Glessner Lee contribuì a fondare la Facoltà di medicina legale di Harvard, di cui sovvenzionò la Magrath Library of Legal Medicine, e fu la prima donna a diventare capitano di polizia negli Stati Uniti.

## Biografia
Glessner Lee nacque a Chicago il 25 marzo 1878. Figlia di John Jacob Glessner e Frances Macbeth Glessner, suo padre era un industriale arricchitosi grazie alla fondazione della International Harvester. Ebbe un'infanzia solitaria e riparata e venne educata in casa insieme al fratello George, che successivamente frequentò Harvard. La richiesta di Glessner Lee di poter andare a scuola venne invece respinta dai suoi genitori, i quali credevano che il compito di una donna fosse quello di badare alla casa.
Quando da bambina si ammalò di tonsillite e il medico consultato da sua madre prescrisse una cura pericolosa, i Glessner richiesero una seconda opinione, e Frances si sottopose a un intervento chirurgico che ebbe successo, in un'epoca in cui tali operazioni erano ancora rischiose. Questa esperienza la fece interessare alla medicina e, durante l'estate sulle White Mountains, i medici locali le permisero di accompagnarli durante le visite a domicilio: imparò così a fornire assistenza infermieristica.
Tra il 1896 e il 1897 trascorse quattordici mesi in Europa insieme alla zia materna Helen Macbeth; al suo ritorno, nel novembre 1897, fece il proprio debutto in società a Chicago. Dal matrimonio con l'avvocato Blewett Harrison Lee ebbe tre figli –  John Glessner Lee (1898), Frances Lee (1903) e Martha Lee (1906) – prima del divorzio nel 1914. Negli anni successivi gestì una casa a Boston per soldati e marinai di ritorno dalla prima guerra mondiale, vendette oggetti di antiquariato e, infine, decise di perseguire il suo interesse per la medicina legale, influenzata dal dottor George Burgess Magrath, suo amico e medico legale per la contea di Suffolk (Massachusetts). Tra il 1931 e il 1934 fece due donazioni ad Harvard, la prima di 250 000 dollari per aprire una Facoltà di medicina legale, la seconda di mille libri che sarebbero andati a formare la Magrath Library of Legal Medicine. Finanziò inoltre l'Harvard Associates in Police Science, un'organizzazione nazionale per la promozione della scienza forense, che le dedicò una divisione, la Frances Glessner Lee Homicide School. Le sue opere filantropiche vennero rese possibili dalla morte prematura del fratello George nel 1929, in seguito alla quale ereditò la fortuna di famiglia quando il padre trapassò nel 1936.

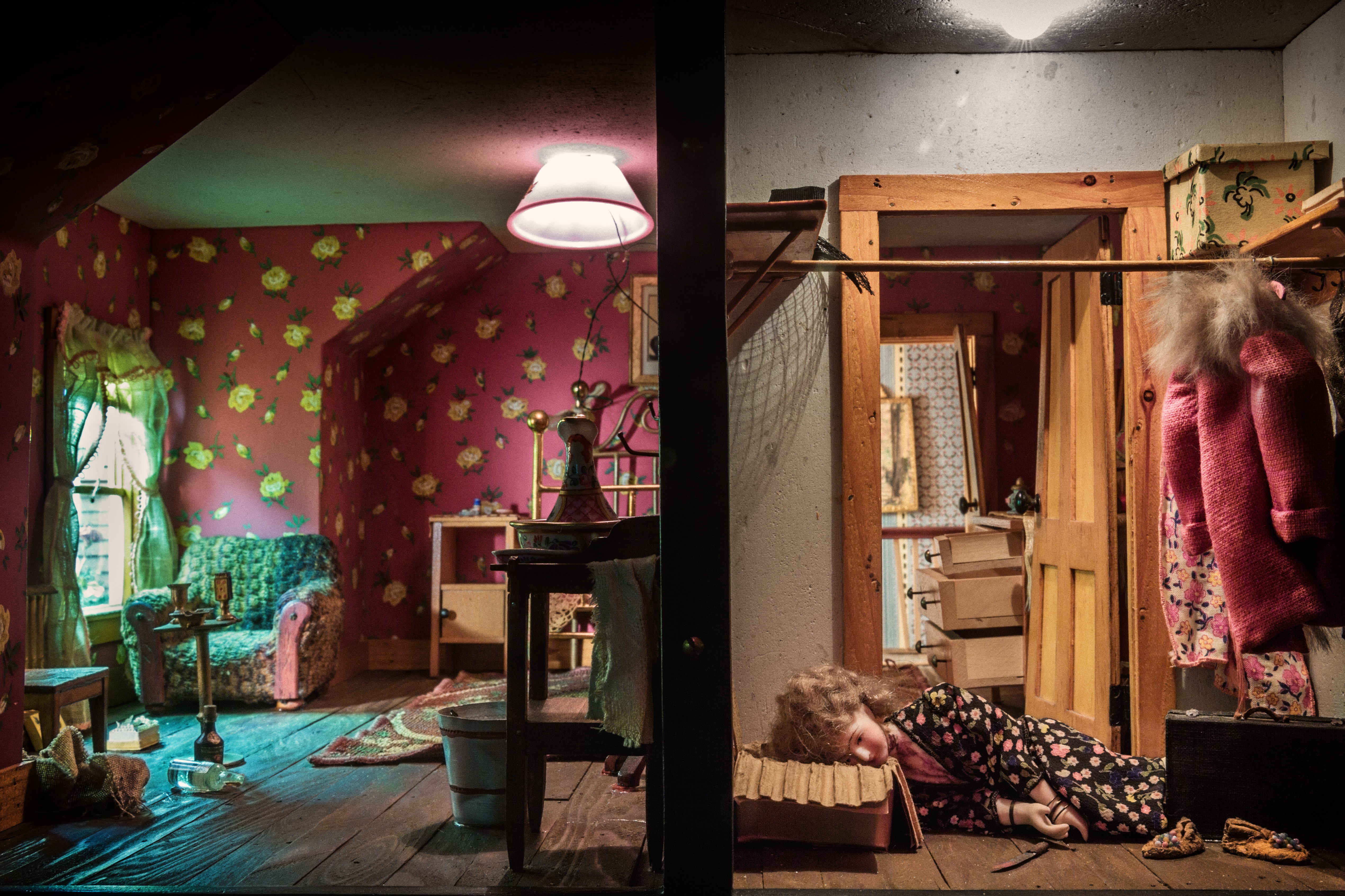
La "stanza rossa", parte dei Nutshell Studies of Unexplained Death.

Convinta che tra le forze dell'ordine e i medici dovesse esserci una migliore interazione, tra gli anni Quaranta e Cinquanta Glessner Lee realizzò i "Nutshell Studies of Unexplained Death", diciannove diorami di vere scene del crimine completi di porte, finestre e luci funzionanti, per la formazione degli investigatori. Costati circa 3 000-4 500 dollari l'uno, erano stati ricreati nei minimi dettagli, includendo trappole per topi, sedie a dondolo e cibo, e i cadaveri finti riproducevano accuratamente lo scolorimento o il gonfiore che sarebbero stati presenti sulla scena del crimine vera e propria. Li accompagnò a rapporti di polizia e testimonianze fittizie, e nel 1945 iniziò a tenere dei seminari a Harvard a cadenza pressoché annuale, in cui li presentò a un gruppo di trenta-quaranta uomini, che avevano novanta minuti a disposizione per studiarli. Per il suo operato nel campo della medicina forense, il 27 ottobre 1943 diventò capitano onorario di polizia del New Hampshire: fu così la prima donna a entrare nell'International Association of Chiefs of Police.
Morì il 27 gennaio 1962 a The Rocks, la residenza estiva della sua famiglia nel New Hampshire. Avendo perso le sue sovvenzioni, Harvard chiuse la Facoltà di medicina legale e spostò i Nutshell Studies of Unexplained Death in un magazzino, dove rimasero fino al 1968, quando il professor Russell Fisher non diventò il medico legale del Maryland e li portò con sé per i propri seminari. Diciotto di essi erano ancora in uso per scopi didattici nel 1999, e nel 2006 ispirarono il personaggio del Killer delle Miniature in CSI - Scena del crimine. Sulla stessa Glessner Lee venne modellata Jessica Fletcher, protagonista de La signora in giallo.